# Aanvaring

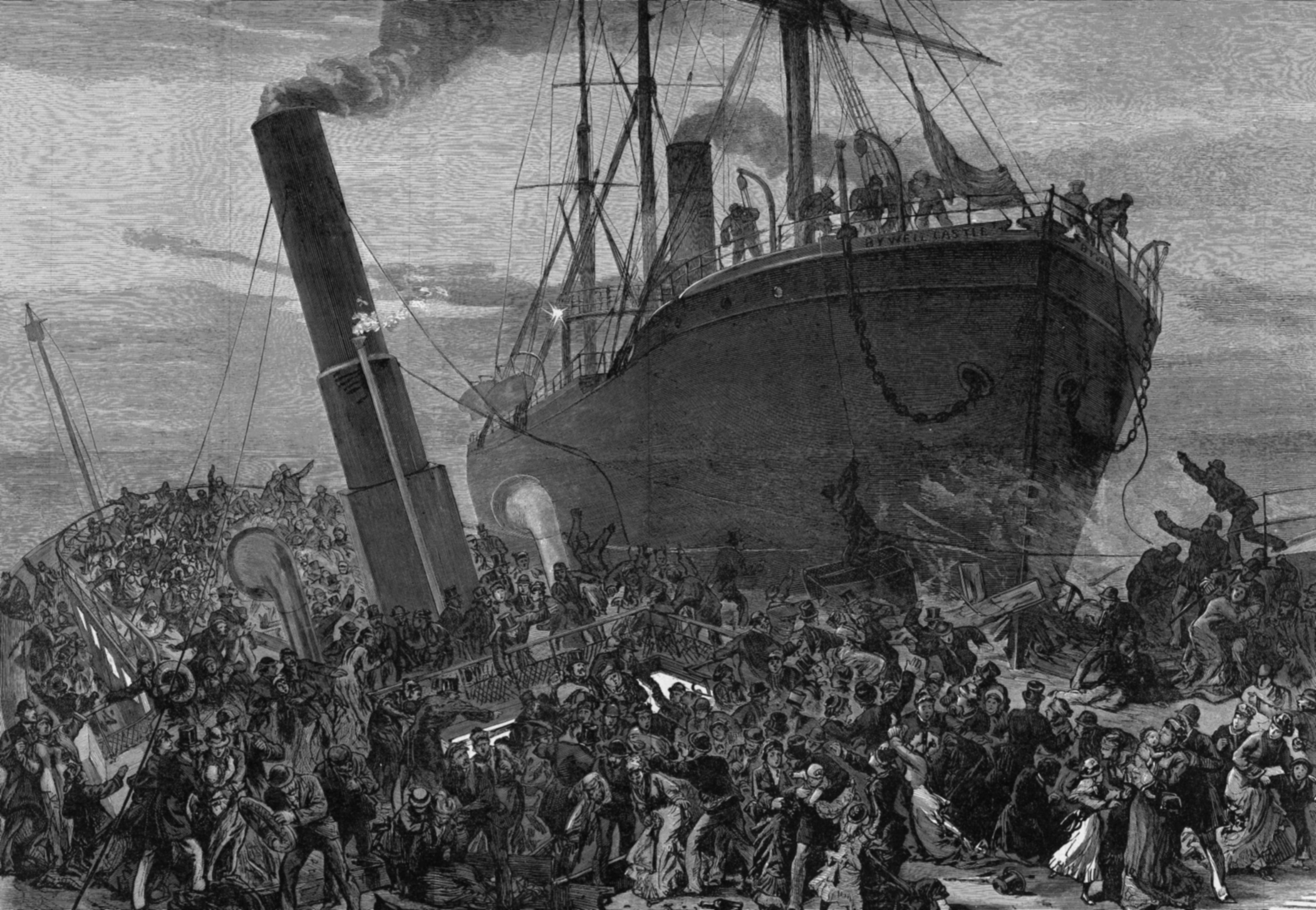
Tekening van een aanvaring tussen de schepen “ Princess Alice” en “ Bywell Castle” op de Theems. Oorspronkelijk gepubliceerd op 12 oktober 1878.

Een aanvaring is een botsing tussen twee schepen of een schip en een voorwerp zoals een ijsberg of een klip.
Om de kans op aanvaringen te verminderen zijn de Bepalingen ter voorkoming van aanvaring op zee (BvA) opgesteld. Vooral de invoering van verkeersscheidingsstelsels door dit verdrag heeft een belangrijke bijdrage geleverd aan de afname van het aantal aanvaringen. Technische hulpmiddelen om aanvaringen te voorkomen zijn radar met ARPA en AIS en ECDIS. Het STCW-verdrag moet een bijdrage leveren aan de kwaliteit van de opleiding.
Aansprakelijkheid wordt onder meer geregeld in het Brussels Aanvaringsverdrag voor de zeevaart en het Geneefs Aanvaringsverdrag voor de binnenvaart.
De gevolgen van een aanvaring kunnen variëren van:
- openscheuren van een of beide schepen waardoor de lading in zee kan belanden. Mogelijke gevolgen hiervan zijn vervuiling of olierampen.
- financiële schade voor gemeenschappen nabij de plaats van de aanvaring en de rederij van het schip
- schade aan zeeleven en de infrastructuur (bijvoorbeeld bij een aanvaring met een brug)
- verlies van mensenlevens

Door de vaak hoge snelheid en grote massa van met name transportschepen komt bij een aanvaring een grote hoeveelheid energie vrij. Voorbeeld; de energie die vrijkomt bij een aanvaring van een 10.000 ton zwaar roll-on-roll-offschip die vaart met een snelheid van 30 knopen is gelijk aan de botsing van 10.000 personenauto’s die rijden met een snelheid van 55 kilometer per uur. Daar zeeroutes steeds intensiever worden gebruikt en schepen steeds sneller kunnen varen, neemt statistisch de kans op een aanvaring toe.
Aanvaring wordt ook in het dagelijks taalgebruik om een ruzie of onenigheid tussen twee of meer (groepen) mensen aan te duiden.